# Antigua torre defensiva de Algar de Palancia
La antigua torre defensiva de Algar de Palancia, también conocida como Torre árabe, se encuentra en el centro de la población que le da nombre, en una plaza de la localidad. Se identifica con la antigua fortificación de la primitiva alquería musulmana, como avanzadilla de un puesto de vigilancia que le daba protección. Aunque se encuentra restaurada y en perfecto estado, ha perdido sus elementos militares. El cuerpo principal coincide con el de la antigua torre. Es de planta cuadrada y su fábrica original era de mampostería con refuerzos de sillar es en las esquinas. Actualmente alberga las instalaciones de la casa consistorial y un bar en su planta baja.
Es bien de interés cultural con número R-I-51-0011177.

## Historia
En sus orígenes, Algar debió ser una reunión de cuevas excavadas para servir de viviendas tal como indica el origen de su nombre Al-gar, concavidad o cueva. Junto al lugar se construyó una acequia desde el azud de Algar hasta el término de Torres-Torres. Como defensa se levantó un torreón elevado para que sirviese de refugio a la población y para vigilar los cultivos adyacentes.
Tras su conquista por la Corona de Aragón, Jaime I lo cedió a Ramón Moret, primer señor del lugar, quien a su vez lo donó a la Orden Mercedaria.
En el año 1438 volverá a la Corona con Pedro el del Punyalet, quien lo vendería a Francisco Jardí. De este modo, el primer barón de Algar fue Francisco Jardí de Menaguerra, Señor de Bonrepós, hasta que fue vendida la baronía al Padre General de la Merced, Nadal Gaver, en 1471. Tras la expulsión de los moriscos en 1609, Algar quedó despoblado y fue ocupado por nuevos pobladores procedentes de Aragón y Cataluña.

## Localización
Algar está situada en la comarca del Campo de Morvedre, a pocos kilómetros de la costa, en el valle del río Palancia, entre las sierras de Espadán y Calderona, paso natural hacia las comarcas del interior. La torre se encuentra en la actualidad en el centro histórico de la población.

## Descripción
Se trata de la torre defensiva de la primitiva alquería musulmana, que tras la conquista fue utilizada por los nuevos señores sucesivos, aunque al ir perdiendo su función militar entró rápidamente en desuso y abandono. Se sabe que en el siglo XVI tuvo que ser reparada profundamente para evitar su ruina. En esta intervención se modificó sustancialmente su aspecto, ya que se derribó su mitad superior, se reforzaron las esquinas con piedras de sillería y se abrieron ventanales góticos en sus paramentos.
La torre original tenía planta cuadrada de dimensiones similares a las actuales. Estaba construida a base de mampostería. Su entrada era lo que hoy es acceso al casino. Al parecer disponía de un pasadizo subterráneo que comunicaba con la zona del Calvario.
El edificio que actualmente podemos observar, de dos plantas con cubierta de tejas a tres aguas, poco tiene que ver con la primitiva fortificación, pero la estructura que ha sobrevivido se halla en perfecto estado, y el ser destinado a usos sociales lo ha salvado seguramente de su completo derribo.
El edificio estaba construido de manera que la parte orientada hacia poniente era una alquería que servía a los guardianes de la torre y en la parte de levante que se elevaba a cincuenta varas (según Fr. Manuel Ribera, historiador de la Orden de la Merced) con cuatro plantas. La torre poseía su entrada por lo que hoy es casino y atravesando subterráneamente el lugar iba a salir en los alrededores del monte calvario. En el siglo XVI el torreón se encontraba en mal estado por lo que fueron acometidas obras de reparación en el mismo. Se derruyeron dos pisos, se añadieron piedras de sillería en los ángulos y se dotaron los laterales del edificio de ventanas góticas. En la actualidad se trata de un edificio de planta cuadrangular y dos plantas. Las fachadas son rectas con huecos de ventanas rectangulares. La puerta de acceso al bajo es de medio punto y todas las fachadas están encaladas. La cubierta es de teja a tres aguas. La planta baja está dedicada a bar. La tercera crujía está formada por arcada de tres elementos distintos en tamaño y forma, el elemento central es de mayores dimensiones. En la parte superior existen varias dependencias. En el año 1983 se rehabilitó la planta primera para su uso como Ayuntamiento, contribuyendo en un 50% del coste de la obra la Diputación Provincial de Valencia. El edificio se encuentra en buen estado de conservación, después de la restauración efectuada.